# ماکس کارل ویلهلم وبر
ماکس کارل ویلهلم وبر (انگلیسی: Max Carl Wilhelm Weber; ۵ دسامبر ۱۸۵۲ – ۷ فوریهٔ ۱۹۳۷) دانشمند در زمینه اهل امپراتوری آلمان بود.
وی همچنین برندهٔ جوایزی همچون مدال الکساندر اگسیز شده‌است.